# Algéria a 2006. évi téli olimpiai játékokon

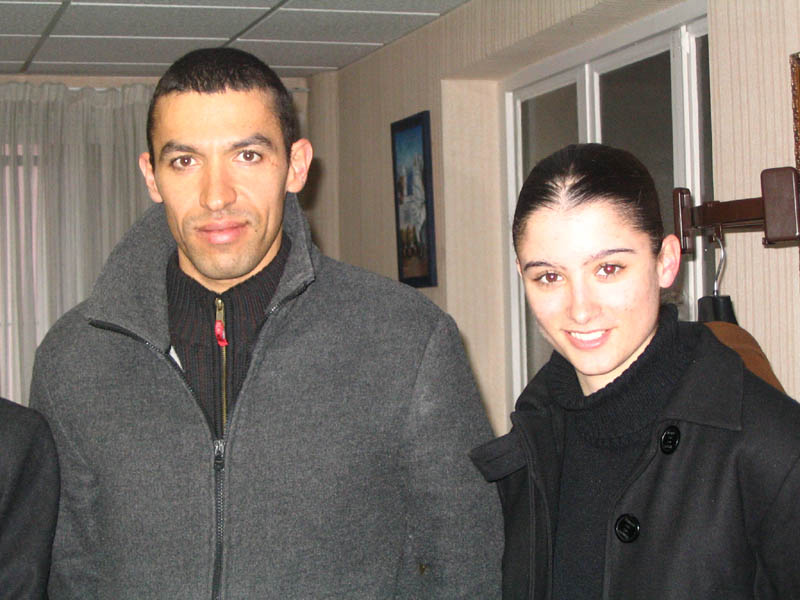
Núr ed-Dín Morisz Bentúmi és Krisztell Lora ed-Duíbi Torinóban

Algéria az olaszországi Torinóban megrendezett 2006. évi téli olimpiai játékok egyik részt vevő nemzete volt. Az országot az olimpián 2 sportágban 2 sportoló képviselte, akik érmet nem szereztek.

## Alpesisí
Női
| Versenyző               | Versenyszám            | Eredmény | Helyezés |
| ----------------------- | ---------------------- | -------- | -------- |
| Krisztell Lora ed-Duíbi | Lesiklás               | 2:09,68  | 40.      |
| Krisztell Lora ed-Duíbi | Szuperóriás-műlesiklás | 1:43,54  | 51.      |

## Sífutás
Férfi
| Versenyző                 | Versenyszám | Eredmény      | Helyezés      |
| ------------------------- | ----------- | ------------- | ------------- |
| Núr ed-Dín Morisz Bentúmi | 50 km       | nem ért célba | nem ért célba |